# Dicranum tenerum
Dicranum tenerum là một loài Rêu trong họ Dicranaceae. Loài này được (Mitt.) Müll. Hal. mô tả khoa học đầu tiên năm 1869.